# Johann Millonigg (Politiker, 1826)
Johann Millonigg (* 3. August 1826 in Hohenthurn/Straja vas, Bezirk Villach; † 9. Juli 1900 ebenda) war ein österreichischer Landwirt und Politiker.

## Leben
Millonigg war der Sohn des Landwirts und Abgeordneten Johann Millonigg (* 16. Februar 1793; † 10. November 1864) und dessen Ehefrau Maria geborene Brandstätter (* 24. August 1799). Er war römisch-katholischer Konfession und heiratete am 25. Februar 1867 Maria Perhinik (* 18. August 1839; † 10. November 1926). Aus der Ehe gingen drei Töchter und zwei Söhne hervor. Er war der Onkel von Simon Michor.
Er lebte als Gast- und Landwirt vulgo Zdižen und Kaufmann. Von 1889 bis 1898 war er  Bürgermeister von Hohenthurn. Im Jahr 1872 war er Gründer und Obmann des Untergailtaler Fortschrittsvereins und Ehrenmitglied des Bauernbundes.
Von 1870 bis zu seinem Rücktritt am 1. März 1875 war er Abgeordneter im Kärntner Landtag. In der dritten Wahlperiode war er Klubmitglied der Verfassungspartei, in der vierten Wahlperiode Mitglied des Bau- und Kommunikationsausschusses und des Klubs der Deutschliberalen/Fortschrittspartei.